# El Dàtil
El dàtil: fullorum diarreicum llemosina va ser una publicació satírica apareguda a Gandia en 1978. Feia burla del moviment d'extrema dreta conegut com a blaverisme, i tenia una línia satírica valencianista, llibertària i comarcal. Estava dirigida per Ignasi Mora, i tenien corresponsals a cada localitat de la comarca de la Safor.
El seu primer número va aparèixer el 8 d'octubre de 1978, vespra de la Diada Nacional del País Valencià i en plena Fira de Gandia. Del primer número es va fer una tirada de 2.000 exemplars, i una segona de 1.500. A la resta de números la tirada s'estabilitzà en 2.000 exemplars. Van aparéixer 8 números fins a octubre de 1979, sent denunciats els seus autors en diverses ocasions. Entre els seus col·laboradors hi hagué Antoni Duran i Paco Candela.
Entre 1979 i 1980 es publicaria una altra publicació satírica amb el mateix nom a Sollana.